# Gander River
Gander River är ett vattendrag i Kanada.   Det ligger i provinsen Newfoundland och Labrador, i den östra delen av landet, 1 600 km öster om huvudstaden Ottawa.
I omgivningarna runt Gander River växer i huvudsak blandskog. Runt Gander River är det mycket glesbefolkat, med 2 invånare per kvadratkilometer.